# Ruch Solidarności z Ubogimi Trzeciego Świata „Maitri”
Ruch Solidarności z Ubogimi Trzeciego Świata „Maitri” – katolicki ruch kościelny, działający w Polsce i w Czechach. Powstał w roku 1975 w Warszawie w następstwie spotkania jej założyciela, Jacka Wójcika, ze św. Teresą z Kalkuty.

## Geneza i nazwa Ruchu
Słowo maitri pochodzi z sanskrytu i oznacza przyjaźń. Zostało przyjęte jako nazwa Ruchu, by wyrazić szacunek wobec tych, którym pomagają jego uczestnicy. Początkowo pomoc polegała na wysyłce darów rzeczowych (odzieży, leków, opatrunków, sprzętu medycznego, przyborów szkolnych, środków do prania i mycia, różnych przedmiotów codziennego użytku) w formie paczek pocztowych do Matki Teresy do Kalkuty, później do o. Mariana Żelazka SVD i innych (głównie polskich) placówek misyjnych w Indiach i Afryce.
Ta forma pomocy upadła ze względu na ogromny wzrost kosztów wysyłki paczek po zmianach ustrojowych w Polsce. Ostatnią tego rodzaju akcją była wysyłka dwóch kontenerów z darami do Rwandy i jednego do Kalkuty oraz dostarczenie dużej części darów i wsparcie finansowe ostatniej już wysyłki kontenera do Burkina Faso przez Redemptorystów w marcu 2002.

## Czasy komunistyczne
Ruch „Maitri” był jednym z bardzo nielicznych ruchów kościelnych, działających w Polsce w czasach komunizmu. W szczytowym okresie rozwoju Ruch liczył około 35 ośrodków w parafiach na terenie całego kraju.
Zmiany ustrojowe przyczyniły się także do znacznego zmniejszenia ilości ośrodków Ruchu i jego uczestników - zarówno z powodu niemożności kontynuowania dotychczasowych form działalności, jak i z powodu otwarcia się szerokich możliwości zaangażowania w różne inne działania w ramach Kościoła oraz w organizacjach pozarządowych.

## Ruch „Maitri” obecnie
Aktualnie Ruch „Maitri” zajmuje się przede wszystkim pomocą sierotom i najuboższym dzieciom w Afryce i Ameryce Łacińskiej. Największym dziełem Ruchu jest program Adopcji Serca. Od 2017 r. w jego ramach pomaga niepełnosprawnym dzieciom, młodzieży i dorosłym w Aleppo w Syrii. Ruch wspiera też systematycznie misyjne ośrodki dożywiania dla zagłodzonych dzieci, a także finansuje jednorazowe projekty, jak np. remonty czy budowy szkół w Afryce, zakup samochodów dla ośrodków misyjnych itp.
Aktualnie w Polsce wspólnoty Ruchu Maitri znajdują się w Białymstoku, Bytomiu, Gdańsku, Gliwicach, Lublinie, Poznaniu, Toruniu, Warszawie i Wrocławiu. Niektóre wspólnoty lokalne Ruchu posiadają zarejestrowane sądownie organy Ruchu: Stowarzyszenie Adopcji Serca „Maitri” w Bytomiu, Stowarzyszenie Ruchu „Maitri” w Gdańsku czy Fundacja Adopcji Serca w Poznaniu.
Ruch jest członkiem-założycielem Ogólnopolskiej Rady Ruchów Katolickich. Długoletnim asystentem kościelnym Ruchu był ks. dr Roman Forycki SAC, który zginął w wypadku samochodowym 25 czerwca 2011 roku. Od marca 2017 r. Duszpasterzem Krajowym jest ks. dr Andrzej Panasiuk.